# Творогово (Бурятія)
Творогово (рос. Творогово) — село Кабанського району, Бурятії Росії. Входить до складу Сільського поселення Твороговське.
Населення — 669 осіб (2015 рік).
Перша писемна згадка про село походить з 1740 року.